# 大橋哲
大橋 哲（おおはし さとし、1961年 -  ）は、日本の言語学者、専門は応用言語学、テキスト言語学神奈川大学副学長。

## 研究テーマ
- 認知言語学の一部で、心の中に描く世界像と文章の構成の関係を規則的に説明する研究
- 言葉を「道具」として用いる応用

## 経歴
新潟県生まれ。大学卒業後、高校英語教師。イギリス留学。神奈川大学経営学部 国際経営学科（英語）教授。神奈川大学副学長。

## 著書・論文
- 論文」The Hortatory Frame: A Type of Biconditional Contextualisation of Clauses （単著） 2010/10